# Skegrie
Skegrie est une localité de Suède dans la commune de Trelleborg en Scanie.
Sa population était de 1 323 habitants en 2019.